# Сезар (кінопремія, 2005)
30-та церемонія вручення нагород премії «Сезар» Академії мистецтв та технологій кінематографа за заслуги у царині французького кінематографу за 2004 рік відбулася 26 лютого 2005 року в Театрі Шатле (Париж, Франція). 
Церемонія проходила під головуванням Ізабель Аджані, розпорядником та ведучим виступив французький актор та режисер Гад Ельмалех. Найкращим фільмом визнано стрічку Виверт режисера Абделатіфа Кешиш.

## Статистика
Фільми, що отримали декілька номінацій:
| Фільм                                                                                  | Номінації | Перемоги |
| -------------------------------------------------------------------------------------- | --------- | -------- |
| • Довгі заручини / Un long dimanche de fiançailles                                     | 12        | 5        |
| • Набережна Орфевр, 36 / 36 quai des Orfèvres                                          | 8         | —        |
| • Хористи / Les Choristes                                                              | 8         | 2        |
| • Королі і королева / Rois et Reine                                                    | 7         | 1        |
| • Виверт / L'Esquive                                                                   | 6         | 4        |
| • Подіум / Podium                                                                      | 5         | —        |
| • Вишивальниці / Brodeuses                                                             | 3         | —        |
| • Напарник / L'Équipier                                                                | 3         | —        |
| • Два брати / Deux frères                                                              | 2         | 1        |
| • Жорстокість обмінів в помірному середовищі / Violence des échanges en milieu tempéré | 2         | —        |
| • Коли на морі приплив / Quand la mer monte...                                         | 2         | 2        |
| • Очищення / Clean                                                                     | 2         | —        |
| • Подивись на мене / Comme une image                                                   | 2         | —        |

## Список лауреатів та номінантів
★Переможців виділено окремим кольором.

### Основні категорії
| Категорії                                       | Лауреати та номінанти | Лауреати та номінанти                                                                                                   |
| ----------------------------------------------- | --- | --- |
| Найкращий фільм                                 | ★ Виверт / L'Esquive (реж.: Абделатіф Кешиш) | ★ Виверт / L'Esquive (реж.: Абделатіф Кешиш)                                                                            |
| Найкращий фільм                                 | • Набережна Орфевр, 36 / 36 quai des Orfèvres (реж.: Олів'є Маршаль)                                                                                       | |
| Найкращий фільм                                 | • Хористи / Les Choristes (реж.: Крістоф Барратьє) | |
| Найкращий фільм                                 | • Королі і королева / Rois et Reine (реж.: Арно Деплешен)                                                                                                  | |
| Найкращий фільм                                 | • Довгі заручини / Un long dimanche de fiançailles (реж.: Жан-П'єр Жене)                                                                                   | |
| Найкраща режисерська робота                     | | ★ Абделатіф Кешиш за фільм «Виверт»                                                                                     |
| Найкраща режисерська робота                     | • Олів'є Маршаль (Olivier Marchal) — «Набережна Орфевр, 36»                                                                                                | |
| Найкраща режисерська робота                     | • Крістоф Барратьє — «Хористи» | |
| Найкраща режисерська робота                     | • Арно Деплешен — «Королі і королева» | |
| Найкраща режисерська робота                     | • Жан-П'єр Жене — «Довгі заручини» | |
| Найкращий актор                                 | | ★ Матьє Амальрік — «Королі і королева» (за роль Ісмаеля Вюйара)                                                         |
| Найкращий актор                                 | • Даніель Отей — «Набережна Орфевр, 36» (за роль Лео Врінкса)                                                                                              | |
| Найкращий актор                                 | • Жерар Жуньйо — «Хористи» (за роль Клемана Матьє) | |
| Найкращий актор                                 | • Бенуа Пульворд — «Подіум» (за роль Бернара Фредеріка) | |
| Найкращий актор                                 | • Філіп Торретон — «Напарник» (L'Équipier) (за роль Івона Ле Гуена)                                                                                        | |
| Найкраща акторка                                | | ★ Йоланда Моро — «Коли на морі приплив» (Quand la mer monte...) (за роль Ірен)                                          |
| Найкраща акторка                                | • Меггі Чун — «Очищення» (Clean (film)) (за роль Емілі Ванг)                                                                                               | |
| Найкраща акторка                                | • Еммануель Дево — «Королі і королева» (за роль Нори Коттрель)                                                                                             | |
| Найкраща акторка                                | • Одрі Тоту — «Довгі заручини» (за роль Матільди) | |
| Найкраща акторка                                | • Карін Віар — «Роль її життя» (Le Rôle de sa vie) (за роль Клер Роше)                                                                                     | |
| Найкращий актор другого плану                   | | ★ Кловіс Корнійяк — «Брехня, зрада і тому подібне...» (Mensonges et trahisons et plus si affinités...) (за роль Кевіна) |
| Найкращий актор другого плану                   | • Франсуа Берлеан — «Хористи» (за роль директора Рашена)                                                                                                   | |
| Найкращий актор другого плану                   | • Андре Дюссольє — «Набережна Орфевр, 36» (за роль Робера Манчіні)                                                                                         | |
| Найкращий актор другого плану                   | • Моріс Гаррель — «Королі і королева» (за роль Луї Єнссенса)                                                                                               | |
| Найкращий актор другого плану                   | • Жан-Поль Рув — «Подіум» (за роль Жана-Батіста Куссу («Кус-куса»))                                                                                        | |
| Найкраща акторка другого плану                  | | ★ Маріон Котіяр — «Довгі заручини» (за роль Валентини «Тіни» Ломбарді)                                                  |
| Найкраща акторка другого плану                  | • Аріан Аскарид — «Вишивальниці» (Brodeuses) (за роль мадам Мелікян)                                                                                       | |
| Найкраща акторка другого плану                  | • Мілен Демонжо — «Набережна Орфевр, 36» (за роль Ману Берлинер)                                                                                           | |
| Найкраща акторка другого плану                  | • Жулі Депардьє — «Подіум» (за роль Веро) | |
| Найкраща акторка другого плану                  | • Емілі Дек'єнн — «Напарник» (за роль Бріжит) | |
| Найперспективніший актор                        | | ★ Гаспар Ульєль — «Довгі заручини»                                                                                      |
| Найперспективніший актор                        | • Осман Елкараз (Osman Elkharraz) — «Виверт» | |
| Найперспективніший актор                        | • Дам'єн Жуйро (Damien Jouillerot) — «Орфографічні помилки» (Les Fautes d'orthographe)                                                                     | |
| Найперспективніший актор                        | • Жеремі Реньє — «Жорстокість обмінів в помірному середовищі» (Violence des échanges en milieu tempéré)                                                    | |
| Найперспективніший актор                        | • Малік Зіді — «Повернути час назад» | |
| Найперспективніша акторка                       | | ★ Сара Форестьє — «Виверт» (за роль Лідії)                                                                              |
| Найперспективніша акторка                       | • Марілу Беррі (Marilou Berry) — «Подивись на мене» | |
| Найперспективніша акторка                       | • Лола Наймарк (Lola Naymark) — «Вишивальниці» | |
| Найперспективніша акторка                       | • Сабріна Уазані (Sabrina Ouazani) — «Виверт» (за роль Фріди)                                                                                              | |
| Найперспективніша акторка                       | • Магалі Вок (Magali Woch) — «Королі і королева» | |
| Найкращий оригінальний або адаптований сценарій | | ★ Абделатіф Кешиш та Галія Лакруа — «Виверт»                                                                            |
| Найкращий оригінальний або адаптований сценарій | • Домінік Луазо (Dominique Loiseau (policier)), Франк Манкузо (Franck Mancuso), Олів'є Маршаль та Жюльєн Рапно (Julien Rappeneau) — «Набережна Орфевр, 36» | |
| Найкращий оригінальний або адаптований сценарій | • Жан-П'єр Бакрі та Аньєс Жауї — «Подивись на мене» | |
| Найкращий оригінальний або адаптований сценарій | • Роже Бобо (Roger Bohbot) та Арно Деплешен — «Королі і королева»                                                                                          | |
| Найкращий оригінальний або адаптований сценарій | • Жан-П'єр Жене та Гійом Лоран (Guillaume Laurant) — «Довгі заручини»                                                                                      | |
| Найкраща музика до фільму                       | | ★ Бруно Куле за музику до фільму «Хористи»                                                                              |
| Найкраща музика до фільму                       | • Нікола Пйовані (Nicola Piovani) — «Напарник» | |
| Найкраща музика до фільму                       | • Тоні Ґатліф та Дельфін Мантуле — «Вигнанці» | |
| Найкраща музика до фільму                       | • Анджело Бадаламенті — «Довгі заручини» | |
| Найкращий монтаж                                | ★Ноель Буассон (Noëlle Boisson) — «Два брати» | ★Ноель Буассон (Noëlle Boisson) — «Два брати»                                                                           |
| Найкращий монтаж                                | • Г'ю Дармо (в титрах вказаний як Hachdé) — «Набережна Орфевр, 36»                                                                                         | |
| Найкращий монтаж                                | • Ерве Шнайд — «Довгі заручини» | |
| Найкраща операторська робота                    | | ★ Бруно Дельбоннель — «Довгі заручини»                                                                                  |
| Найкраща операторська робота                    | • Ерік Готьє — «Очищення» | |
| Найкраща операторська робота                    | • Жан-Марі Дрюжо (Jean-Marie Dreujou) — «Два брати» | |
| Найкращі декорації                              | ★ Алін Бонетто (Aline Bonetto) — «Довгі заручини» | ★ Алін Бонетто (Aline Bonetto) — «Довгі заручини»                                                                       |
| Найкращі декорації                              | • Франсуа Шово — «Хористи» | |
| Найкращі декорації                              | • Жан-П'єр Фуйє — «Безсмертні: Війна світів» | |
| Найкращі костюми                                | ★ Мадлін Фонтен (Madeline Fontaine) — «Довгі заручини» | ★ Мадлін Фонтен (Madeline Fontaine) — «Довгі заручини»                                                                  |
| Найкращі костюми                                | • П'єр-Жан Ларрок (Pierre-Jean Larroque) — «Арсен Люпен»                                                                                                   | |
| Найкращі костюми                                | • Катрін Бушар — «Подіум» | |
| Найкращий звук                                  | ★ Ніколя Кантен, Ніколя Нежелен та Даніель Собріно — «Хористи»                                                                                             | ★ Ніколя Кантен, Ніколя Нежелен та Даніель Собріно — «Хористи»                                                          |
| Найкращий звук                                  | • Сільван Лассер, Франсуа Морель, П'єр Мертенс та Жоель Рангон — «Набережна Орфевр, 36»                                                                    | |
| Найкращий звук                                  | • Венсан Арнарді, Жерар Арді та Жан Уманський — «Довгі заручини»                                                                                           | |
| Найкращий дебютний фільм                        | ★ «Коли на морі приплив» — реж.: Йоланда Моро та Жиль Порте (Gilles Porte)                                                                                 | ★ «Коли на морі приплив» — реж.: Йоланда Моро та Жиль Порте (Gilles Porte)                                              |
| Найкращий дебютний фільм                        | • «Вишивальниці» — реж.: Елеонор Фоше (Éléonore Faucher)                                                                                                   | |
| Найкращий дебютний фільм                        | • «Хористи» — реж.: Крістоф Барратьє | |
| Найкращий дебютний фільм                        | • «Подіум» — реж.: Янн Муа (Yann Moix) | |
| Найкращий дебютний фільм                        | • «Жорстокість обмінів в помірному середовищі» — реж.: Жан-Марк Муту (Jean-Marc Moutout)                                                                   | |
| Найкращий короткометражний фільм                | ★ Кузени / Cousines (реж.: Льє Салем) | ★ Кузени / Cousines (реж.: Льє Салем)                                                                                   |
| Найкращий короткометражний фільм                | • Гімн газелі / Hymne à la gazelle (реж.: Стефані Дювів'є)                                                                                                 | |
| Найкращий короткометражний фільм                | • Паралелі / Les Parallèles (реж.: Ніколя Саада) | |
| Найкращий короткометражний фільм                | • Метод Буршнікова / La méthode Bourchnikov (реж.: Грегуар Сіван)                                                                                          | |
| Найкращий фільм іноземною мовою                 | США ★ Труднощі перекладу / Lost in Translation (США, реж. Софія Коппола)                                                                                   | США ★ Труднощі перекладу / Lost in Translation (США, реж. Софія Коппола)                                                |
| Найкращий фільм іноземною мовою                 | США • 21 грам / 21 Grams (США, реж. Алехандро Гонсалес Іньярріту)                                                                                          | |
| Найкращий фільм іноземною мовою                 | Аргентина • Че Гевара: Щоденники мотоцикліста / Diarios de motocicleta (Аргентина, реж. Вальтер Саллес)                                                    | |
| Найкращий фільм іноземною мовою                 | США • Вічне сяйво чистого розуму / Eternal Sunshine of the Spotless Mind (США, реж. Мішель Гондрі)                                                         | |
| Найкращий фільм іноземною мовою                 | США • Фаренгейт 9/11 / Fahrenheit 9/11 (США, реж. Майкл Мур)                                                                                               | |
| Найкращий фільм Євросоюзу                       | Велика Британія ★ Ніжний поцілунок / Ae Fond Kiss... (Велика Британія, Бельгія, Італія, Іспанія, реж. Кен Лоуч)                                            | Велика Британія ★ Ніжний поцілунок / Ae Fond Kiss... (Велика Британія, Бельгія, Італія, Іспанія, реж. Кен Лоуч)         |
| Найкращий фільм Євросоюзу                       | Сербія та Чорногорія ★ Життя як диво / Живот је чудо (Сербія і Чорногорія, реж.: Емір Кустуриця)                                                           | |
| Найкращий фільм Євросоюзу                       | Іспанія • Погане виховання / La mala educación (Іспанія, реж. Педро Альмодовар)                                                                            | |
| Найкращий фільм Євросоюзу                       | Аргентина • Мондовіно / Mondovino (Аргентина, Франція, Италия, США реж. Джонатан Носсітер)                                                                 | |
| Найкращий фільм Євросоюзу                       | Швеція • Сарабанда / Saraband (Швеція, реж. Інгмар Бергман)                                                                                                | |

### Спеціальні нагороди
| Нагорода         | Лауреати    | Лауреати     |
| ---------------- | ----------- | ------------ |
| Почесний «Сезар» |             | ★ Жак Дютрон |
| Почесний «Сезар» | ★ Вілл Сміт |              |